# Fodvorte
En fodvorte, eller verruca vulgaris, er en vorte, der forekommer på sålen af foden eller tæerne. Farven ligner typisk hudens farve. Små sorte prikker forekommer ofte på overfladen. En eller flere vorter kan forekomme i et område. Der kan opstå smerter ved tryk som gør det svært at gå.
De skyldes humant papillomavirus (HPV). Et sår på huden er påkrævet for infektion. Risikofaktorer omfatter brug af fælles brusere, at have haft vorter tidligere og dårligt immunforsvar. Diagnosen stilles typisk baseret på symptomer.
Behandling er kun nødvendig hvis fodvorten giver symptomer. Behandling omfatter salicylsyre, frysebehandling, kemobaseret fluorouracil eller bleomycin og kirurgisk fjernelse. Huden oven på læsionen bør fjernes før behandling. I løbet af 1-2 år forsvinder omkring en tredjedel til to tredjedele af tilfældene uden behandling. Fodvorter er almindeligt forekommende. Børn og unge er hyppigst ramt.

## Tegn og symptomer
Farven ligner typisk den omkringliggende hud. Små, sorte prikker kan forekomme på overfladen. En eller flere vorter kan forekomme i et område. Der kan opstå smerter ved tryk som gør det svært at gå.
En fodvorte er en lille læsion der viser sig på overfladen af huden og typisk ligner blomkål, med bittesmå sorte petekkier (små blødninger under huden) i midten af vorten. Prikvis blødning kan forekomme når man skraber dem. Fodvorter forekommer på fodsåler og tæer. De kan være smertefulde når man står eller går. 
Fodvorter forveksles ofte med hård hud eller ligtorne, men kan identificeres ved nøje observation af linjer i huden. Fødder er dækket af friktionslinjer som er beslægtet med fingeraftryk. Fodvorter bryder disse linjer. Hvis læsionen ikke er en fodvorte, fortsætter striberne hen over det øverste lag af huden. Fodvorter har en tendens til at være smertefulde ved påføring af tryk fra begge sider i stedet for direkte tryk, i modsætning til hård hud og ligtorne som kan være smertefulde vid direkte tryk på området. 

## Forebyggelse
HPV spredes ved direkte og indirekte kontakt med en inficeret person. Undgå derfor direkte kontakt med inficerede overflader såsom omklædningsrum og brusegulve og bænke, undgå at dele sko og sokker og undgå kontakt med vorter på andre dele af kroppen og på andres kroppe. Infektion er mindre hyppig blandt voksne end børn.
Da alle vorter er smitsomme, bør der tages forholdsregler for at undgå at sprede dem. Anbefalingerne omfatter:
- at dække dem med et plaster under svømning
- at bruge latexsvømmestrømper
- at benytte klipklapper i fællesbrusere
- at undgå at dele håndklæder.[7]

Fodvorter forhindres ikke med HPV-vacciner da vorterne skyldes andre HPV-typer. Gardasil beskytter mod type 6, 11, 16 og 18, og Cervarix beskytter mod 16 og 18, hvorimod fodvorter er forårsaget af type 1, 2, 4 og 63. 

## Behandling
| Førstelinjes terapi | Salicylsyre i håndkøb                                |
| Anden linje terapi  | Ordineret 60% salicylsyre, intralæsionel immunterapi |
| Tredjelinjes terapi | Fluorouracil creme, kryoterapi, laserterapi          |
| Fjerde linie terapi | Bleomycin injektion, kirurgisk fjernelse             |

### Medicin
Myresyre, topisk, er en almindelig behandling for fodvorter, som virker ved at blive påført over en periode, hvilket får kroppen til at afstøde vorten.